# Serica fusciceps
Serica fusciceps är en skalbaggsart som beskrevs av Leon Fairmaire 1897. Serica fusciceps ingår i släktet Serica och familjen Melolonthidae.
Artens utbredningsområde är Madagaskar. Inga underarter finns listade i Catalogue of Life.